# A Pequena Sereia (estátua)
Pequena sereia (Den lille havfrue em dinamarquês) é uma estátua que fica na cidade de Copenhaga, na Dinamarca. Representa o personagem de um dos contos infantis do escritor Hans Christian Andersen. É da autoria de Edvard Eriksen, que a esculpiu em 1913, dia do aniversário da estátua é o dia 23 de Agosto.
Em 1964 um acto de vandalismo deixou-a sem a cabeça. Devidamente restaurada, permanece no seu posto contemplando as águas do porto da cidade e atraindo centenas de turistas todos os dias. A estátua acabou se tornando um dos mais conhecidos símbolos da cidade.
Existem várias réplicas da estátua ao redor do mundo, uma delas está situada em Brasília. Presenteada pela Dinamarca ao Brasil em 1960, em homenagem à inauguração da nova capital do país, foi instalada apenas 5 anos depois em frente ao prédio principal do Comando da Marinha, em Brasília, Distrito Federal, onde permanece até hoje.